# Pared del estudio
Pared del estudio (en alemán, Atelierwand) es un cuadro del pintor alemán Adolph von Menzel. Data del año 1872. Se trata de un óleo sobre lienzo que mide 111 centímetros de ancho por 79,3 centímetros de alto. Actualmente se conserva en el Kunsthalle de Hamburgo (Alemania). Está considerado una de las "obras maestras de la madurez de Menzel", y el artista lo consideraba su mejor cuadro.
El cuadro representa una pared roja del estudio del artista por la noche, en la que están colgadas una serie de moldes de escayola iluminados desde abajo. Los moldes incluyen bustos, máscaras mortuorias de amigos del artista, niños, personajes clásicos como Dante, Friedrich Schiller, y posiblemente Goethe o Wagner, un perro, y un torso femenino y otro masculino; el historiador del arte Werner Hoffmann vio este conjunto como una supresión consciente de "la línea divisoria entre la fama y el anonimato". Numerosos comentaristas han señalado que la disposición de los moldes dramáticamente iluminados "transmite una rara impresión de casi-vida."
Pared del estudio fue precedida por una obra del mismo título pintada en 1852, un óleo sobre papel actualmente en la Antigua Galería Nacional de Berlín de Berlín. Esa pintura representa moldes de dos brazos y una mano separada, los brazos colocados de tal manera que sugiere una relación con el cuerpo del que han sido arrancados.

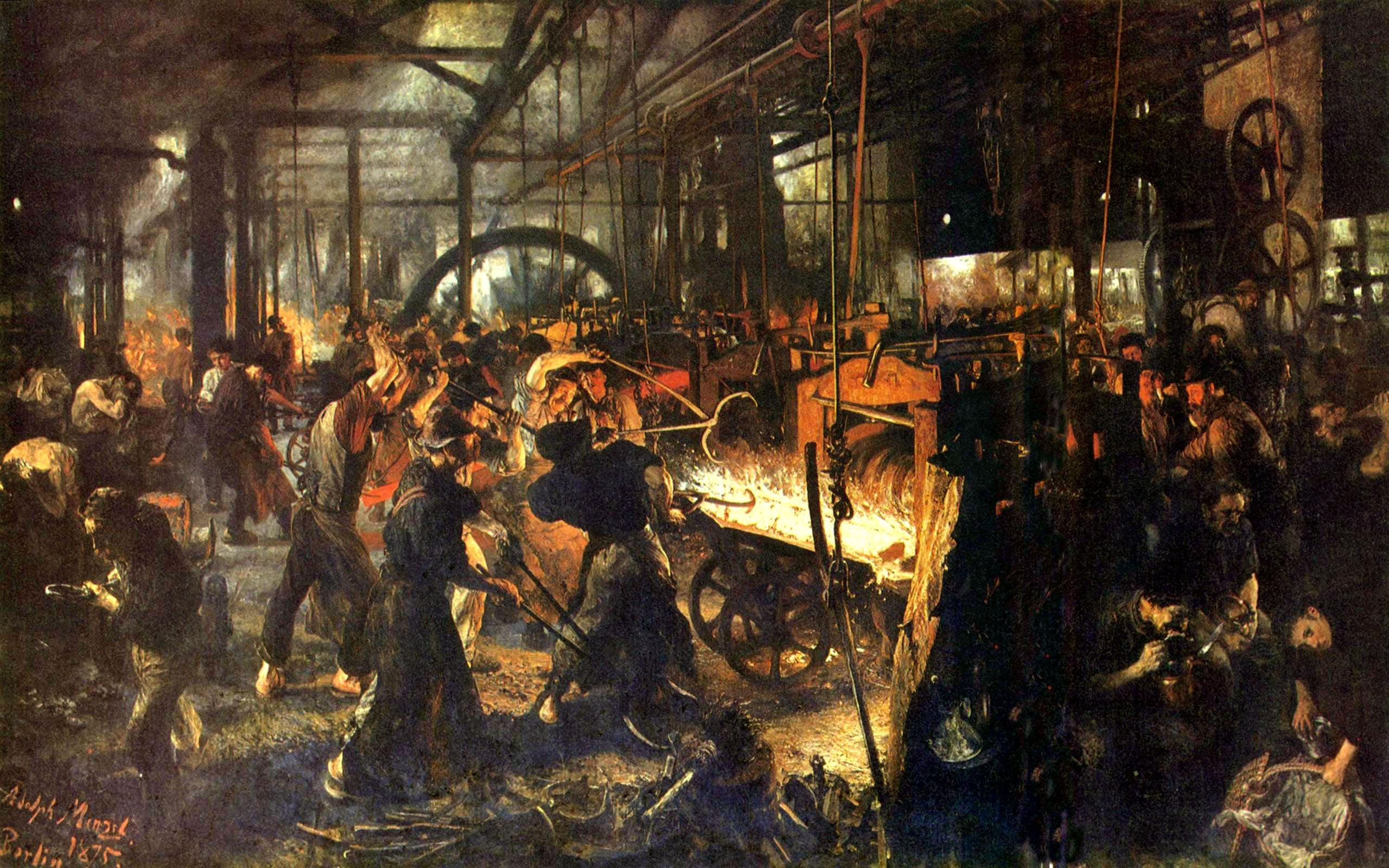
La fundición, 1872–1875. Óleo sobre lienzo, 158 cm × 254 cm. Antigua Galería Nacional de Berlín. Comenzada el mismo año que la Pared del estudio, La fundición pudo haber sido inspirada por la descripción de Friedrich Eggers de las fundiciones.

Pared del estudio también se relaciona con una pintura de Menzel de mayor tamaño, La fundición (1872–1875), para la que pudo servir de estudio en iluminación dramática, pero tiene más importancia que el ser un mero ejercicio preparatorio, y pudo haber funcionado como una especie de memorial: la máscara mortuoria central es la del amigo del artista Friedrich Eggers, el primer crítico que simpatizó con la obra de Menzel. Eggers murió en agosto de 1872, y el cuadro data de octubre de aquel año. Una contemplación de lo transitorio de la vida, la Pared del estudio es también una pieza de bravura de pintura alla prima.
Varían grandemente las interpretaciones de la obra. Para el historiador del arte Julius Meier-Graefe, Pared del estudio fue un ejemplo armonioso de unidad pictórica; por el contrario, Hoffmann vio la pintura como un "manifiesto codificado", un rechazo por parte de Menzel de los cánones académicos en favor de uno estético que celebraba lo fragmentario y lo inconexo, y simbólico del triunfo de la pintura sobre la escultura. Fried rechaza la perspectiva de Hoffman de lo fragmentario y el antiacademicismo, viendo la pintura como una composición estructurada de objetos colocados en filas sucesivas. Para Fried el significado alegórico más probable sería la sublimación de la existencia tangible frente a la de las "fantasmagorías", un mundo habitado por fantasmas en forma de moldes de escayola.